# Ettson Ayón
Ettson Ayón (Tijuana, Baja California; 26 de marzo de 2001) es un futbolista mexicano que juega como delantero centro y su equipo actual es el Club León de la Primera División de México.

## Inicios
Surgido de las fuerzas básicas de los Xolos de Tijuana desde 2015, fue escalando diferentes categorías con el equipo fronterizo.

### Club Tijuana
Hizo su debut con los Xolos en el Apertura 2021, correspondiente a la Jornada 15 frente a los Pumas UNAM entrando de cambio al minuto 66. En la derrota de su equipo 3 a 1.

### Querétaro Fútbol Club
Llega al equipo queretano para el Apertura 2022, teniendo mucha más participación.

### Club León
El 18 de junio de 2024 es presentado oficialmente con el equipo leones de cara al Apertura 2024. Donde cubriría la baja de Federico Viñas

## Palmarés

### Títulos internacionales
| Título                           | Equipo        | Sede         | Año  |
| -------------------------------- | ------------- | ------------ | ---- |
| Torneo Centroamericano de Fútbol | México Sub-23 | San Salvador | 2023 |
| Juegos Panamericanos             | México Sub-23 | Santiago     | 2023 |